# Holandia (Królestwo Niderlandów)

Struktura terytoriów wchodzących w skład Królestwa Niderlandów

Holandia (niderl. Nederland) – kraj wchodzący w skład Królestwa Niderlandów składający się z europejskiej części tego państwa oraz trzech karaibskich gmin zamorskich (openbaar lichaam): Bonaire, Saba i Sint Eustatius.
Holandia, obok Aruby, Curaçao i Sint Maarten, jest jednym z czterech krajów składowych Królestwa Niderlandów. W jej skład, oprócz europejskiej części Królestwa, wchodzą również trzy gminy zamorskie położone na Karaibach: Bonaire, Saba i Sint Eustatius. Gminy te wyłączone są spod tradycyjnego podziału administracyjnego Holandii na prowincje, a ich status podobny jest do gmin – posiadają lokalne władze, zajmujące się codziennym zarządzaniem tymi terytoriami, podległe centralnemu rządowi Holandii. Tereny położone na Karaibach, w odróżnieniu od europejskich, nie są częścią Unii Europejskiej.
Mimo faktu, iż cztery kraje składowe Królestwa Niderlandów są formalnie równymi partnerami, w praktyce Holandia odgrywa w nim dominującą rolę stanowiąc około 98% zarówno powierzchni, jak i populacji całego Królestwa i zarządzając większością jego spraw – odpowiada między innymi za prowadzenie polityki Królestwa na arenie międzynarodowej, a jej ambasady i konsulaty służą wszystkim obywatelom Królestwa.
W rywalizacji sportowej Holandia wystawia oddzielne od pozostałych krajów składowych Królestwa Niderlandów reprezentacje – np. w igrzyskach olimpijskich Holandia startuje jako oddzielna reprezentacja niż Aruba, a wcześniej, do rozwiązania tego terytorium, Antyle Holenderskie (Curaçao i Sint Maarten od czasu rozpadu Antyli nie zadebiutowały na igrzyskach olimpijskich jak oddzielne kraje).